# Calystegia scania
Calystegia scania är en vindeväxtart som beskrevs av R.K. Brummitt. Calystegia scania ingår i släktet snårvindor, och familjen vindeväxter. Inga underarter finns listade i Catalogue of Life.